# Pål Skjønberg
Pål Eugen Bucher Skjønberg (* 20. Oktober 1919 in Stavanger; † 3. Februar 2014 in Oslo) war ein norwegischer Film- und Theaterschauspieler sowie Theaterregisseur.

## Leben
Skjønberg hatte sein Debüt als Theaterschauspieler 1945 am Det Norske Teatret in Oslo und war mit einigen Unterbrechungen dort bis zu seiner Pensionierung 1989 tätig. In der Zeit von 1951 bis 1952 trat er auch an der Den Nationale Scene in Bergen auf. Pål Skjønberg war außerdem als Regisseur und auch als Lehrkraft an mehreren norwegischen Theatern tätig. Weiterhin wirkte er am norwegischen Radiotheater (Radioteatret), Fernsehtheater (Fjernsynsteatret) vom NRK. Skjønberg war ebenfalls als Theaterschauspieler am Riksteatret auf landesweiter Tournee in Norwegen tätig sowie von 1968 bis 1976 ein Vorstandsmitglied dieses Theaters.
Des Weiteren spielte er als Schauspieler in einigen norwegischen Film- und Fernsehproduktionen mit. Zu seinem bekanntesten Auftritt gehörte sein Debüt in dem Film Englandsfarere von 1946. In Zurück ins Leben von Alex Brinchmann spielte er die Hauptrolle des Architekten Per Holm, dieser Film wurde 1958 zu den 8. Internationalen Filmfestspielen in Berlin präsentiert und für Goldenen Bär nominiert. Weitere bekannte Auftritte hatte Skjønberg 1968 in Hunger und 1969 in Himmel og helvete.
Skjønberg wurde für seine Verdienste mit der Königlichen Verdienstmedaille (Kongens fortjenstmedalje) in Gold ausgezeichnet.

## Familie
Seine Eltern waren die Schauspieler Henny Skjønberg und Eugen Skjønberg und sein Bruder Espen Skjønberg war ebenfalls Schauspieler. Pål Skjønberg war mit seiner Berufskollegin Elisabeth Bang verheiratet und hatten zwei gemeinsame Kinder, die Schauspieler Hennika Skjønberg und Siv Skjønberg.

## Filmografie
- 1946: Englandsfarere
- 1946: Så møtes vi i morgen
- 1953: Skøytekongen
- 1958: Zurück ins Leben (Ut av mørket)
- 1956: Roser til Monica
- 1957: Smuglere i smoking
- 1957: Rendezvous mit vergessenen Jahren (Stevnemøte med glemte år)
- 1957: På slaget åtte
- 1963: Læreren (Fernsehtheater)
- 1963: Elskere
- 1964: Alle tiders kupp
- 1966: Hunger (Sult, Film)
- 1967: Helene (Fernsehtheater)
- 1969: Himmel og helvete
- 1971: Rødblått paradis
- 1971: Gråt, elskede mann
- 1972: Ture Sventon – Privatdetektiv (Ture Sventon – privatdetektiv)
- 1973: Kanarifuglen
- 1975: Nitimemordet (Fernsehkrimi)
- 1976: Oss
- 1977: Karjolsteinen
- 1986: Blackout
- 1991: For dagene er onde